# Roshak Ahmad
Roshak Ahmad (geboren 1986 in Syrien) ist eine syrische Journalistin und Dokumentarfilmerin.

## Leben und Werk
Roshak Ahmad wuchs in Syrien auf und studierte Bildende Künste in Damaskus. 2009 begann sie als Online-Journalistin für diverse syrische und internationale Medien zu arbeiten. Schwerpunkte ihrer Arbeit waren gesellschaftliche Themen, darunter insbesondere die Rolle der Frauen in der Zeit des Umbruchs. Später war sie im syrischen Bürgerkrieg als Kriegsreporterin tätig, bevor sie das Land 2014 verließ und nach Deutschland übersiedelte. Dort setzte sie ihre Ausbildung fort mit einem Master-Studiengang in Digital Journalism an der Hamburg Media School und dem Studium der Film- und Fernsehproduktion an der Filmuniversität Babelsberg Konrad Wolf.
Ahmad erhielt verschiedene Ausbildungs-Stipendien, unter anderem von der Heinrich Böll-Stiftung, der ZEIT-Stiftung und Google News Lab. 
2022 erhielt sie den DAAD-Preis für hervorragende Leistungen internationaler Studierender an den deutschen Hochschulen. Im Jahr 2023 war sie Teil der Jury für den 38. Friedensfilmpreis im Rahmen der 73. Internationalen Filmfestspiele Berlin.

## Filmografie (Auswahl)
- 2013: Youssef Abdelke
- 2017: Zwölf Tage, zwölf Nächte in Damaskus